# Barry Morse
Barry Morse, nato Herbert Morse (Shoreditch, 10 giugno 1918 – Londra, 2 febbraio 2008), è stato un attore britannico naturalizzato canadese.

## Biografia
Lavorò alla radio e partecipò alla serie televisiva Il fuggiasco, dove interpretò il tenente Philip Gerard. È conosciuto dal pubblico italiano per aver interpretato il personaggio del professor Victor Bergman nella prima stagione (1975) della serie televisiva di fantascienza Spazio 1999, coprodotta dalla Rai. Prese parte anche alla serie televisiva Caccia grossa, dove interpretò la parte di Alec Marlowe, e al film Al lupo al lupo (1992), diretto e interpretato da Carlo Verdone, nel quale interpretò la parte di Mario Sagonà.

## Filmografia parziale

### Cinema
- The Goose Steps Out, regia di Basil Dearden e Will Hay (1942)
- Thunder Rock, regia di Roy Boulting (1942)
- Schweik's New Adventures, regia di Karel Lamač (1943)
- Un grande amore di Giorgio IV (Mrs. Fitzherbert), regia di Montgomery Tully (1947)
- No Trace, regia di John Gilling (1950)
- I re del sole (Kings of the Sun), regia di J. Lee Thompson (1963)
- Rapporto a quattro (Justine), regia di George Cukor (1969)
- Running Scared, regia di David Hemmings (1972)
- La morte dietro il cancello (Asylum), regia di Roy Ward Baker (1972)
- Il gioco del potere (Power Play), regia di Martyn Burke (1978)
- Il pianeta ribelle (The Shape of Things to Come), regia di  George McCowan (1979)
- Jack London Story (Klondike Fever), regia di Peter Carter (1980)
- Cries in the Night, regia di William Fruet (1980)
- Changeling (The Changeling), regia di Peter Medak (1980)
- Squilli di morte (Murder by Phone), regia di Michael Anderson (1982)
- Al lupo al lupo, regia di Carlo Verdone (1992)

### Televisione
- The DuPont Show of the Month – serie TV, episodi 3x02-3x07 (1959-1960)
- Avventure in paradiso (Adventures in Paradise) – serie TV, episodio 3x08 (1961)
- The Nurses – serie TV, episodi 1x06-2x03 (1962-1963)
- Ai confini della realtà (The Twilight Zone) – serie TV, episodio 3x22 (1962)
- The New Breed – serie TV, episodi 1x21-1x36 (1962)
- L'ora di Hitchcock (The Alfred Hitchcock Hour) – serie TV, episodio 1x18 (1963)
- Il fuggiasco (The Fugitive) – serie TV, 119 episodi (1963-1967)
- Assistente sociale (East Side/West Side) – serie TV, episodio 1x23 (1964)
- L'avventuriero (The Adventurer) – serie TV, 26 episodi (1972-1973)
- Caccia grossa (The Zoo Gang) – serie TV, 6 episodi (1974)
- Spazio 1999 (Space: 1999) – serie TV, 24 episodi (1975-1976)
- Venti di guerra (The Winds of War), regia di Dan Curtis – miniserie TV (1983)
- Ai confini della realtà (The Twilight Zone) – serie TV, episodio 3x05 (1988)

## Doppiatori italiani
- Manlio Busoni in I re del sole
- Giuseppe Fortis in Spazio 1999
- Franco Zucca in Al lupo al lupo